# Anders Ekmarck
Anders Ekmarck, född 19 november 1741 i Svennevads församling, Örebro län, död 17 september 1822 i Ekeby församling, Östergötlands län, var en svensk präst och författare.

## Biografi
Ekmarck blev 1760 student vid Uppsala universitet och prästvigdes 1764. Han blev extra ordinarie bataljonspredikant vid Västmanlands regemente 1767. Ekmarck blev 1772 adjunkt i Maria Magdalena församling i Stockholm och 1773 i Katarina församling, även den i Stockholm. Han blev 1775 komminister i Klara församling i Stockholm, men han tillträdde aldrig tjänsten utan utnämndes samma år till kyrkoherde i Hedvigs församling i Norrköping. Den 7 februari 1787 blev han kyrkoherde i Ekeby församling och tillträdde samma år. Han blev 11 september 1792 prost och 1809 teologie doktor.
Anders Ekmarck var son till komministern Lars Ekmarck och Anna Margareta Ekebrodd. Ekmarck gifte sig första gången 1775 med Elisabet Kristina Riselius (1748–1785). Hon var dotter till kyrkoherden Christopher Riselius och Elisabet Holst i Österåkers församling. De fick tillsammans barnen docenten Lars Christopher Ekmarck (1776–1808) vid Uppsala universitet, Margareta Elisabet Ekmarck (1778–1853), artisten Daniel Ekmarck (1779–1808), Karolina Sofia Ekmarck (1781–1781) och Johanna Katarina Ekmarck (1783–1802). Ekmarck gifte sig andra gången 3 november 1785 med Elisabet Dorothea Siöstéen (1747–1787), dotter till vice häradshövdingen Jacob Siöstéen och Florentina Bagge. Hon hade tidigare varit gift med Samuel Berzelius i Linköping och var i det äktenskapet mor till Jöns Jacob Berzelius. Ekmarck och Siöstéen fick tillsammans sonen läkaren Anders Fredrik Ekmarck (1786–1805). Ekmarck gifte sig tredje gången 30 september 1790 med Maria Elisabet Wistrand (1744–1816), dotter till kyrkoherden Per Wistrand i Rogslösa församling. Hon hade tidigare varit gift med kyrkoherden Nils Brunkman i Konungsunds församling.